# Мельня
Мельня (укр. Мельня) — село,
Мельнянский сельский совет,
Конотопский район,
Сумская область,
Украина.
Код КОАТУУ — 5922085801. Население по переписи 2001 года составляло 468 человек.
Является административным центром Мельнянского сельского совета, в который не входят другие населённые пункты.

## Географическое положение
Село Мельня находится на правом берегу реки Сейм,
выше по течению на расстоянии в 5 км расположено село Озаричи,
ниже по течению на расстоянии в 3 км расположено село Гороховое (Черниговская область),
на противоположном берегу — село Таранское.
Река в этом месте извилистая, образует лиманы, старицы и заболоченные озёра.
В 4-х км проходит железная дорога, станция Мельня.

## История
Село Мельня впервые упоминается в 1500 году. В то время оно было центром волости в составе Путивльского повета, управляемой сотником. По некоторым данным, село существовало с 1360 года.
В XIX веке Мельня входила в состав Подлипенской волости Конотопского уезда, позже — Атюшской волости Кролевецкого уезда Черниговской губернии.
В селе Мельня была Михайловская церковь.

## Экономика
- Молочно-товарная ферма.
- ЧСП «Мельнянское».

## Объекты социальной сферы
- Школа I—II ст.